# Bernd-Olaf Küppers
Bernd-Olaf Küppers (* 10. Juni 1944 in Bayreuth) ist ein deutscher Physiker, Philosoph und theoretischer Biologe. Küppers befasst sich mit Grundlagenforschung in Naturwissenschaften und Wissenschaftsphilosophie, besonders im Umfeld der Frage nach der Entstehung des Lebens.

## Leben
Küppers studierte in Göttingen zunächst Physik mit einem Schwerpunkt in der theoretischen Astrophysik bei Rudolf Kippenhahn. 1971 schloss das Studium mit einer Arbeit über die Entwicklung supermassiver Sterne ab. Anschließend wechselte er als Stipendiat der Studienstiftung des Deutschen Volkes an das Max-Planck-Institut für biophysikalische Chemie in Göttingen, wo er bei dem Chemie-Nobelpreisträger Manfred Eigen mit einer experimentellen Arbeit auf dem Gebiet der Molekularbiologie (an der TU Braunschweig) promovierte. Zwischenzeitlich hielt er sich auch zu einem Forschungsaufenthalt bei dem Molekularbiologen Sol Spiegelman an der Columbia University in New York auf, um dort die experimentellen Techniken für die Durchführung molekularer Evolutionsprozesse zu studieren.
Von 1971 bis 1993 arbeitete Küppers am Göttinger Max-Planck-Institut an experimentellen und theoretischen Fragen der Entstehung und Evolution des Lebens.
Von 1994 bis 2009 war Küppers Professor für Naturphilosophie an der Friedrich-Schiller-Universität Jena und von 2008 bis 2012 Gründungsdirektor des Frege Center for Structural Sciences der Universität Jena.
1999 erhielt er die Ehrendoktorwürde der Nagaoka University of Technology. Küppers ist u. a. Mitglied der Deutschen Akademie der Naturforscher Leopoldina (seit 1999) und seit 2004 der Academia Europaea (London).

## Bücher
- Molecular Theory of Evolution : Outline of a Physico-Chemical Theory of the Origin of Life., Berlin 1983 (korr. 2. Aufl. 1985)
- Der Ursprung biologischer Information : Zur Naturphilosophie der Lebensentstehung. München 1986 (2. A. 1990)[Übersetzungen: eng. 1990, pol.1991, jpn. 1991]
- Leben = Physik + Chemie? Das Lebendige aus der Sicht bedeutender Physiker. München 1987 (2. Aufl. 1990)
- Ordnung aus dem Chaos: Prinzipien der Selbstorganisation und Evolution des Lebens. München (3. Aufl. 1991)
- Natur als Organismus: Schellings Naturphilosophie und ihre Bedeutung für die moderne Biologie. Frankfurt am Main 1992
- Kulturkritik nach Ernst Cassirer. (mit E. Rudolph), Hamburg 1995
- Die Einheit der Wirklichkeit: Zum Wissenschaftsverständnis der Gegenwart. München 2000
- Nur Wissen kann Wissen beherrschen: Macht und Verantwortung der Wissenschaft. Köln 2008
- Wissen statt Moral: Fünf Thesen zur Wissensgesellschaft. Köln 2010
- Die Berechenbarkeit der Welt: Grenzfragen der exakten Wissenschaften. Stuttgart 2012 [Übersetzung: eng. 2018]
- Evolution of Semantic Systems (mit U. Hahn und S. Artmann). Heidelberg 2013
- The Language of Living Matter: How Molecules Acquire Meaning. Cham 2022